# Rezerwat przyrody Zielone
Rezerwat przyrody Zielone – florystyczny rezerwat przyrody położony na pograniczu Wybrzeża Słowińskiego i Wysoczyzny Żarnowieckiej w gminie Krokowa, na południe od obszaru Nadmorskiego Parku Krajobrazowego (w obrębie jego otuliny). Został utworzony w 1983 r. i zajmuje powierzchnię 17,02 ha (akt powołujący podawał 16,08 ha), w tym 7,79 ha torfowiska przejściowego. Rezerwat obejmuje fragmenty lasu (głównie brzeziny bagiennej) pogranicza torfowiskowego. Celem ochrony rezerwatu jest zachowanie największego w rejonie gdańskim stanowiska wiciokrzewu pomorskiego w pobliżu jego wschodniej granicy zasięgu.
Obszar rezerwatu jest objęty ochroną czynną. Wokół rezerwatu utworzono otulinę o powierzchni 59,55 ha.

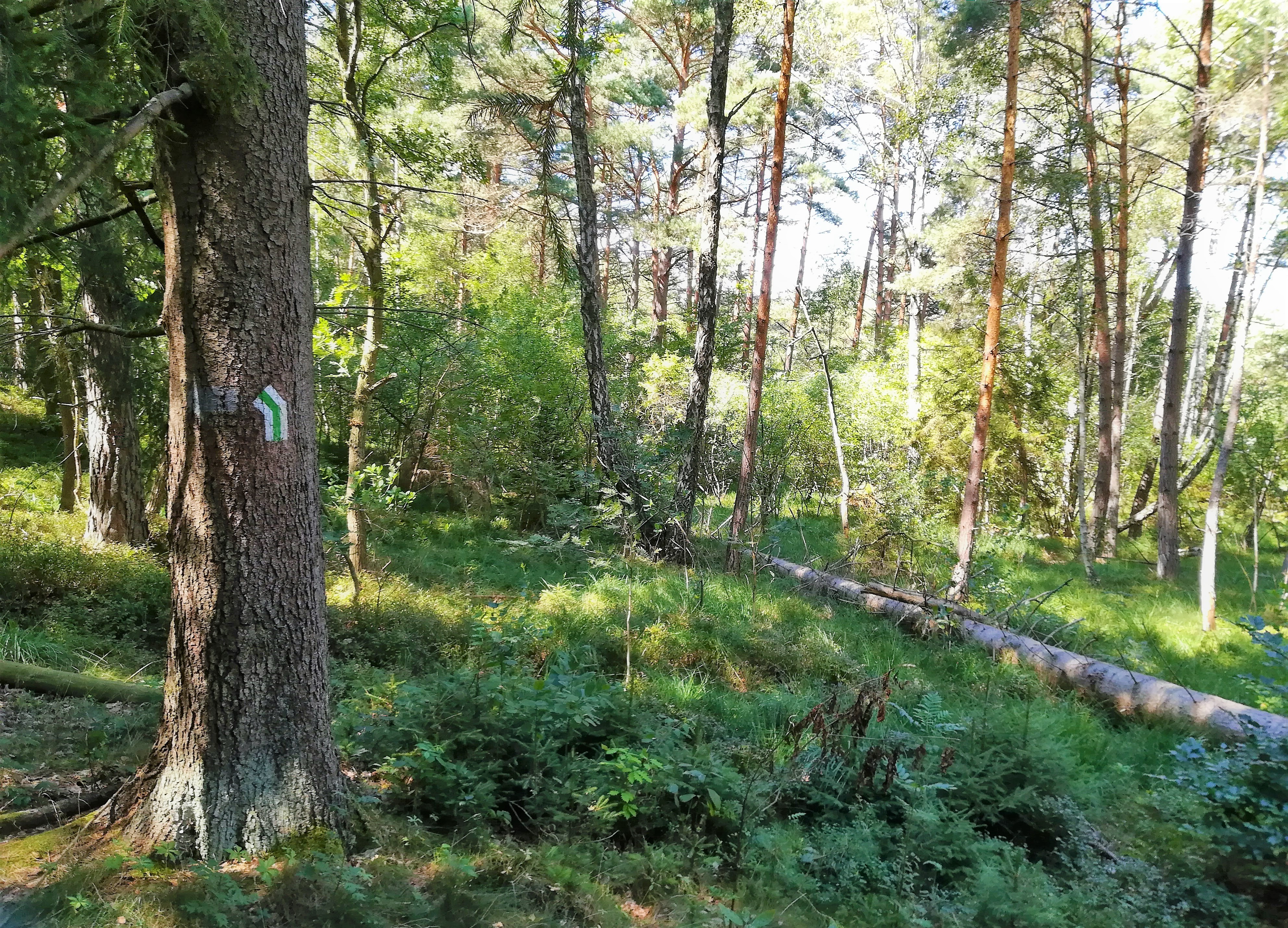
Widok ogólny od południa

Zbiorowiskiem panującym na terenie rezerwatu jest wilgotny, kwaśny las mieszany brzozowo-sosnowy. Rzadkie gatunki chronione występujące na tym obszarze to: wiciokrzew pomorski Lonicera periclymenum (gatunek atlantycki, w pobliżu przebiega jego wschodnia granica zasięgu), widłak jałowcowaty Lycopodium annotinum i wroniec widlasty L. selago, woskownica europejska Myrica gale, wrzosiec bagienny Erica tetralix. Kwiaty wiciokrzewu są zapylane przez nocne motyle z grupy zawisaków m.in.: zawisaka tawulca Sphinx ligustri i zmrocznika wędrowca Hyles lineata. Jest to teren wykorzystywany przez duże ssaki leśne: dzika Sus scrofa, sarnę Capreolus capreolus, lisa Vulpes vulpes.
Gleby tu występujące to: torfowo-murszowa; torfowa torfowiska wysokiego; glejobielicowe murszaste, glejobielicowe właściwe.
Położony jest na Równinie Błot Przymorskich.
Znajdujący się w otulinie rezerwatu pomnik przyrody „Pogański Kamień” jest podobny do Kamiennego Stołu w Celbowie.
Najbliższe miejscowości to Łętowice, Szary Dwór i Odargowo.